# جورج إيليس
جورج فرانسيس راين إيليس (بالإنجليزية: George Francis Rayner Ellis)‏ هو رياضياتي وعالم فلك جنوب أفريقي ولد في يوم 11 أغسطس 1939 في مدينة جوهانسبرغ في جنوب أفريقيا درس الرياضيات التطبيقية في جامعة كيب تاون وفي جامعة كامبريدج، وهو من أشهر علماء الكونيات، ألف الهيكل الواسع النطاق للمكان والزمان The Large Scale Structure of Space-Time بالإشتراك مع ستيفن هوكينج عام 1973 ووصف هوكينج هذا الكتاب بأنه عال المستوى كتب للمتخصصين فقط. ناشط في طائفة الكويكرز ومدافع عن فكره وجود الله، وسبق أن نال جائزة تمبلتون.